# ميك كولينز
ميك كولينز (بالإنجليزية: Mick Collins)‏ هو مغن مؤلف ومغني أمريكي، ولد في 18 ديسمبر 1965.

## وصلات خارجية
- ميك كولينز على موقع ميوزك برينز (الإنجليزية)
- ميك كولينز على موقع أول ميوزيك (الإنجليزية)
- ميك كولينز على موقع ديسكوغز (الإنجليزية)